# Eufemiusz Herman

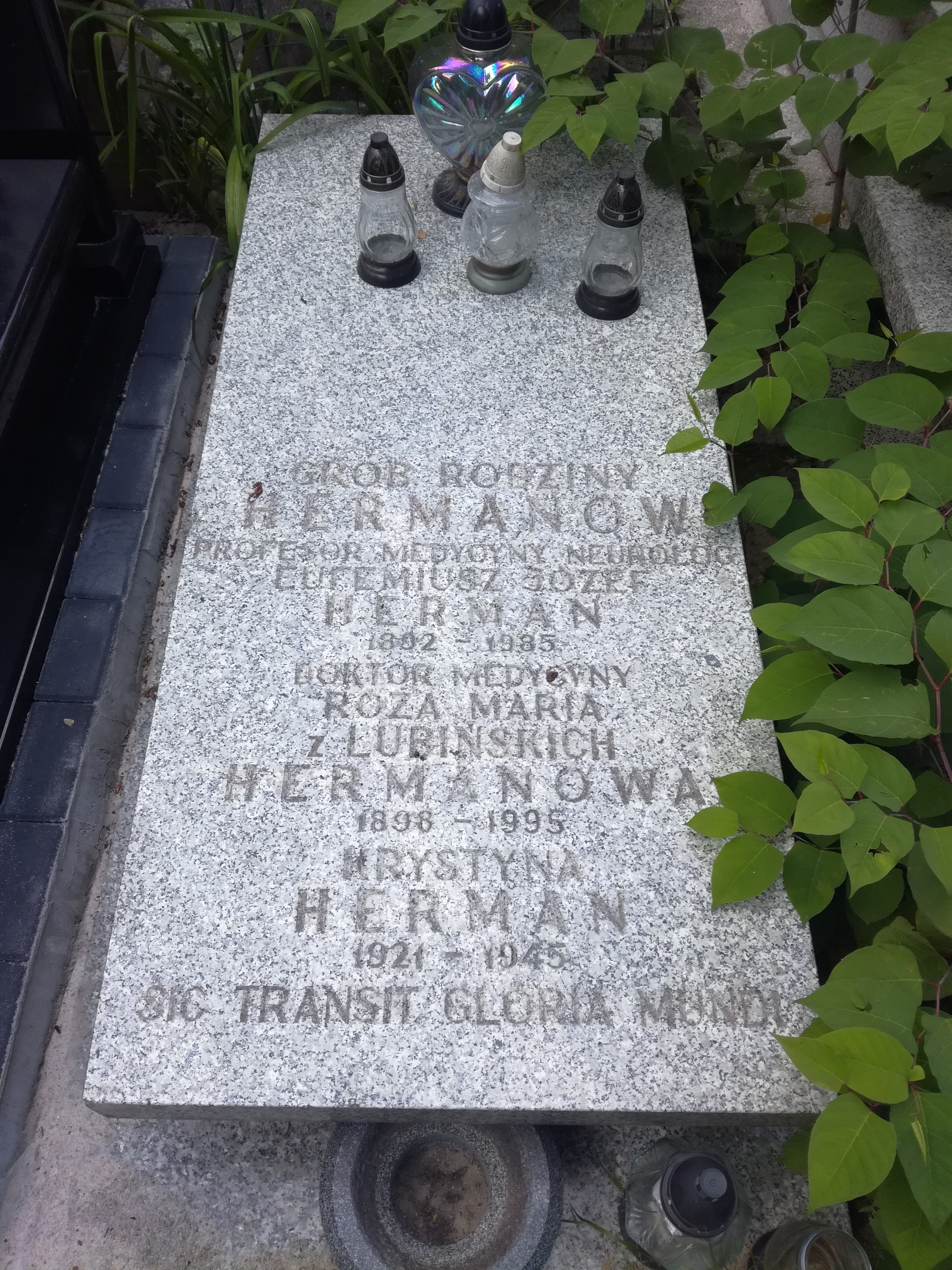
Grób Eufemiusza Hermana na Starym Cmentarzu w Łodzi

Eufemiusz Józef Herman (ur. 29 września 1892 w Tomaszowie Mazowieckim, zm. 8 maja 1985 w Łodzi) – polski lekarz neurolog. Autor wielu książek z dziedziny neurologii, książek i publikacji o historii polskiej neurologii, oraz kilkuset publikacji naukowych. Był wiceprezesem Światowej Federacji Neurologów. Twórca łódzkiej szkoły neurologicznej.

## Życiorys
Urodził się jako syn Jakuba i Heleny z domu Kryształ, nauczycieli żydowskich szkół ludowych. Studiował medycynę na Uniwersytecie Jana Kazimierza we Lwowie i na Uniwersytecie Jagiellońskim. W latach I wojny światowej przebywał w Łodzi, gdzie Seweryn Sterling polecił go Antoniemu Mikulskiemu. Potem w Krakowie jako student IV roku był asystentem Jana Piltza. Podczas studiów pracował też pod kierunkiem Władysława Szymonowicza i Antoniego Dmochowskiego. Uczył się też neurofizjologii u Adolfa Becka. W listopadzie 1918 we Lwowie otrzymał tytuł doktora wszech nauk lekarskich. Od 1918 do 1920 służył w Wojsku Polskim w stopniu porucznika, otrzymał przydział mobilizacyjny do 3 baonu sanitarnego w Grodnie. Brał udział w wojnie polsko-bolszewickiej.
Od 1922 pracował w Szpitalu na Czystem w Warszawie, gdzie został uczniem i współpracownikiem Edwarda Flataua. W 1932 wygrał konkurs na stanowisko ordynatora Oddziału Neurologii w tym szpitalu i na stanowisku pozostał do 1942. Mieszkał przy ul. Siennej 24.
W kwietniu 1939 zmobilizowany do WP, brał udział w kampanii wrześniowej. Podczas okupacji przebywał w getcie warszawskim, gdzie niósł pomoc chorym podczas epidemii duru plamistego. Uczył też w szkole dla pielęgniarek. W 1942 udało mu się opuścić getto, do końca wojny ukrywał się w podwarszawskiej wsi. W czerwcu i lipcu na zaproszenie Svenska Institutet przebywał w sztokholmskich klinikach neurologicznych u Olivecrony i Antoniego. W tym samym roku wyjechał do Stanów Zjednoczonych i pracował w Instytucie Neurologicznym w Nowym Jorku od października 1946 do końca marca 1947.
Po wojnie był twórcą Katedry i Kliniki Chorób Nerwowych Wydziału Lekarskiego Uniwersytetu Łódzkiego. Odszedł na emeryturę w 1963, po nim katedrę prowadził jego uczeń Antoni Prusiński.
Wiceprzewodniczący Światowej Federacji Neurologii (1969–1972), członek Komisji Historii Neurologii Światowej Federacji Neurologów, współtwórca Polskiego Towarzystwa Neurologicznego, prezes PTN (1959). Członek Międzynarodowego Komitetu Neuropatologii (1955), członek zagraniczny Włoskiego Towarzystwa Neurologicznego (1932), Królewskiego Towarzystwa Neurologicznego w Londynie (1957), Brytyjskiego Towarzystwa Neurologicznego (1964), Czechosłowackiego Towarzystwa Neurologicznego (1964). Od 21 maja 1952 redaktor „Neurologii Polskiej”.
Żonaty z Różą Marią Lubińską (1898–1995). Ich córka Krystyna (ur. 1921), studentka filologii polskiej na Uniwersytecie Warszawskim, zginęła w 1944.
Zmarł 8 maja 1985 w Łodzi, pochowany w części rzymskokatolickiej Starego Cmentarza przy ulicy Ogrodowej w Łodzi.

## Dorobek naukowy
W bogatym dorobku naukowym Hermana znajdują się prace oryginalne, w których opisał m.in. kilka nowych objawów neurologicznych oraz jednostek chorobowych; liczne prace kazuistyczne; podręczniki i monografie, rozdziały do wydawnictw zbiorowych; artykuły i książki poświęcone historii polskiej neurologii.

### Prace oryginalne
Prusiński wymienia jako opisane przez Hermana następujące objawy:
- objaw podążania w niedowładach połowiczych, przedstawiony w rozprawie habilitacyjnej w 1946 roku
- objaw zwężenia szpary powiekowej przy patrzeniu w bok, nasilony w ukrytym niedowładzie mięśnia dźwigacza powieki górnej
- objaw karkowo-paluchowy w zapaleniu opon mózgowo-rdzeniowych, opisany w 1949 i znany jako objaw Hermana
- odruch podeszwowy toniczny,
- odruchy przestankowe w miastenii (1949)
- próba ischemiczna w miastenii (1962)[6]
- objawy elektromiograficzne mowy wewnętrznej (1963)
- objaw retrakcji powieki górnej w porażeniu międzyjądrowym (1976)

Jako nowe jednostki nozologiczne, opisane przez Hermana, wymieniane są:
- zespół Hermana (zespół pourazowy z livedo racemosa)
- postaci zespołów neurologicznych w durze plamistym
- przewlekłe rozsiane gośćcowe zapalenie mózgu i rdzenia

### Podręczniki i monografie
Herman napisał kilkanaście podręczników i monografii, w tym wielokrotnie wznawianą Diagnostykę chorób układu nerwowego (5. wydanie w 1982 roku).

### Historia neurologii polskiej
W 1958 ukazała się książka Neurolodzy polscy, stanowiąca pierwsze i jedyne tego typu wydawnictwo przybliżające sylwetki pierwszych polskich neurologów. Wielu opisanych lekarzy Herman znał osobiście, jako swoich kolegów i nauczycieli (Flatau, Teofil Simchowicz, Samuel Goldflam, i inni). Szereg artykułów wspomnieniowych poświęconych polskim neurologom w polskiej prasie fachowej jest jego autorstwa. Współpracował z redakcją Polskiego Słownika Biograficznego. Ponadto, w 1975 ukazała się monografia Historia neurologii polskiej, a w 1965 biografia Józefa Babińskiego (Józef Babiński jego życie i dzieła).

## Wybrane prace
- O bólach głowy. Rwa kulszowa. Warszawa: Zakład Ubezpieczeń Społecznych, 1950, 151 ss.
- Choroby zapalne mózgu. PZWL, Warszawa 1952 114 ss.
- Choroby wrodzone, wcześnie nabyte i dziedziczono-rodzinne układu nerwowego o nie ustalonej etiologii. PZWL, Warszawa 1954, 169 ss.
- Herman E, Hausmanowa I. Zespoły neurologiczne w chorobach gośćcowych. PZWL, Warszawa 1954, 83 ss.
  - wyd. II PZWL, Warszawa 1958
  - tłum. niem. Neurologische Syndrome bei rheumatischen Erkrankungen. Vol u Gesundheit, Berlin 1957, 104 ss.
  - tłum. czesk. Neurologické syndromy u revmatickych chorob, a u kolagenos. Stát Zdrav Nakl, Praha 1959, 175 ss.
- Herman E, Przesmycki F. Choroby wirusowe układu nerwowego z wyłączeniem choroby Heinego-Medina. PZWL, Warszawa 1954, 95 ss.
- Herman E, Musiał W. Stany nieprzytomności i stany śpiączkowe. PZWL, Warszawa 1958, 200 ss.
- Neurolodzy polscy. PZWL, Warszawa 1958, 462 ss.
- O nerwobólach. PZWL, Warszawa 1958, 36 ss.
- Diagnostyka chorób układu nerwowego. PZWL, Warszawa 1961, 359 ss.
  - wyd. 2 popr. i uzupeł. Warszawa 1965, 426 ss.
  - wyd. 3 uzupeł. Warszawa 1967, 535 ss.
  - wyd. 4 popr. i uzupeł. Warszawa 1974, 587 ss.
  - wyd. 5 Warszawa 1982
- Neurologia kliniczna. Podręcznik dla lekarzy. Pod redakcją W. Jakimowicza PZWL, Warszawa 1961 (Rozdziały: Choroby pochodzenia wirusowego, Pląsawica mniejsza, Riketsjozy, Zimnica, Trypanosomiazy, Włośnica, Toksoplazmozy, Urazy porodowe, Zaburzenia rozwojowe, Choroby mózgu i nerwów czaszkowych, Choroby nerwów i mięśni).
- Józef Babiński, jego życie i dzieła. PZWL, Warszawa 1965, 237 ss.
- Herman E, Prusiński A. Zespoły neurologiczne w chorobach wewnętrznych. PZWL Warszawa 1966, 203 ss.
  - wyd. 2 poszerz. i uzupeł. 1974, 431 ss.
  - tłum. niem. Neurologische Syndrome bei inneren Krankheiten. Schattauer, Stuttgart 1973, 441 ss.
  - tłum. ros. Neurologiczeskie syndromy w klinike wnutriennych boleznej. Warszawa 1971, 216 ss.
- Herman E, Musiał W. Stany nagłej utraty przytomności. PZWL, Warszawa 1967, 110 ss.
- Herman E, Prusiński A. Choroby układu wegetatywnego. PZWL Warszawa 1969, 312 ss.
- Atlas kliniczny chorób układu nerwowego. PZWL, Warszawa 1973, 302 ss.
- Historia neurologii polskiej. Ossolineum, Wrocław 1975, 296 ss.
- Zespoły psychoneurologiczne. PZWL, Warszawa 1978, 183 ss.

## Ordery i odznaczenia
- Krzyż Komandorski Orderu Odrodzenia Polski
- Krzyż Oficerski Orderu Odrodzenia Polski
- Krzyż Kawalerski Orderu Odrodzenia Polski (9 lipca 1954)[8]
- Medal 10-lecia Polski Ludowej (13 stycznia 1955)[9]

## Nagrody i wyróżnienia
- nagroda Ministra Zdrowia i Opieki Społecznej
- Nagroda Państwowa III stopnia za prace naukowe w zakresie diagnostyki chorób nerwowych (1955)[10]
- Doktor honoris causa Akademii Medycznej w Łodzi (1975)[11]